# Edmond Martène
Dom Edmond Martène, född 22 december 1654, död 20 juni 1739, var en fransk lärd person.
Martène tillhörde Mauruskongregationen (Congrégation de Saint Maur) av benediktinorden och forskade i dess tjänst om en mängd kyrko- och klosterarkiv inom och utom Frankrike för att samla material till en ny Gallia christiana. 
Hans främsta arbeten är Commentarius in regulam sancti patris Benedicti (1690), De antiquis monachorum ritibus (2 band, samma år), De antiquis ecclesiae ritibus (3 band, 1700–1702), Thesaurus novus anecdotorum (1717), Voyage littéraire de deux religieux de la congrégation de Saint-Maur (samma år), Veterum scriptorum et monumentorum etc. amplissima collectio (9 band, 1724–1733) och Annales ordinis Sancti Benedicti (1739).